# Java Partizan Pro Cycling Team
Java Partizan Pro Cycling Team, (código UCI: JVP) es un equipo ciclista profesional serbio de categoría Continental.
Murcia y Belgrado son sus dos bases logísticas de operaciones desde donde afrontar el calendario UCI Continental internacional UCI en Europa, Asia y América. Su licencia es Serbia.
Fue fundado en 2014 con la unión del Biciklistički Klub Partizan y del Mobel Cycling Murcia que venía corriendo en categoría élite y sub-23. Debutó en la Vuelta a Murcia, donde ocuparon el segundo puesto en la general por equipos.
La plantilla filial sub-23 y élite lo integran ciclistas murcianos, en su mayoría, y de Andalucía, Albacete y Alicante con clara vocación de formación, brindándoles la oportunidad de probar y debutar en el pelotón profesional con la plantilla UCI Continental. 

## Material ciclista
El equipo dispone de monturas Rotary de la firma Keith, y viste por el fabricante español Mobel Sport.

## Clasificaciones UCI
El equipo participa en los circuitos continentales, principalmente en el UCI Europe Tour. 

## Palmarés
Para años anteriores, véase Palmarés del Java Partizan Pro Cycling Team

### Palmarés 2018

#### Circuitos Continentales UCI
| Fechas        | Circuito             | Carreras                                         | Ganador                |
| 27 de enero   | UCI Asia Tour 2018   | 3.ª etapa del Tour de Indonesia                  | Charálampos Kastrantás |
| 23 de febrero | UCI Africa Tour 2018 | 3.ª etapa del Gran Premio Internacional de Argel | Charálampos Kastrantás |
| 23 de febrero | UCI Africa Tour 2018 | Gran Premio Internacional de Argel               | Charálampos Kastrantás |

## Plantilla
Para años anteriores, véase Plantillas del Java Partizan Pro Cycling Team

### Plantilla 2018
| Nombre                 | Nacimiento | Nacionalidad   | Equipo 2017                         |
| Toni Alfian            | 22/06/1993 | Indonesia      | Neoprofesional                      |
| Martin Ford            | 26/04/1974 | Reino Unido    | Neoprofesional                      |
| Andrej Galović         | 29/03/1997 | Serbia         | Dare Viator Partizan                |
| James Jobber           | 09/01/1994 | Reino Unido    | Neoprofesional                      |
| Nebojša Jovanović      | 27/03/1983 | Serbia         | Dare Viator Partizan                |
| Stefan Jovanovic       | 19/04/1995 | Serbia         | Dare Viator Partizan                |
| Charálampos Kastrantás | 13/03/1991 | Grecia         | Dare Viator Partizan                |
| Stevan Kervadec        | 13/11/1993 | Francia        | Neoprofesional                      |
| Andreas Keuser         | 14/04/1974 | Alemania       | Kuwait-Cartucho.es                  |
| Stevan Klisurić        | 08/06/1989 | Serbia         | Dare Viator Partizan                |
| Wilson Renwick         | 17/09/1980 | Reino Unido    | Neoprofesional                      |
| Aleksandar Roman       | 24/11/1996 | Serbia         | Dare Viator Partizan                |
| Timothy Rugg           | 24/11/1985 | Estados Unidos | Bike Aid                            |
| Dominic Schils         | 07/10/1991 | Reino Unido    | Massi-Kuwait Cycling Project (2016) |
| Dadang Andri Setiaji   | 18/03/1994 | Indonesia      | Neoprofesional                      |
| Mehdi Tigrine          | 29/10/1986 | Bélgica        | Massi-Kuwait Cycling Project        |
| Bernard van Aert       | 08/09/1997 | Indonesia      | Nice Pro Cycling Team               |
| Dušan Veselinovic      | 06/06/1999 | Serbia         | Neoprofesional                      |
| Projo Waseso           | 25/09/1987 | Indonesia      | Black Inc Cycling Team (2016)       |

1. ↑  Desde el 1 de junio.
2. 1 2  Hasta el 1 de junio.
3. ↑  Hasta el 29 de junio.
4. ↑  Desde el 19 de abril.
5. 1 2  Desde el 6 de septiembre.
6. ↑  Desde el 6 de junio.